# Majishá
En la mitología hindú, Majishásura es un asura (demonio, persona con cualidades no divinas).

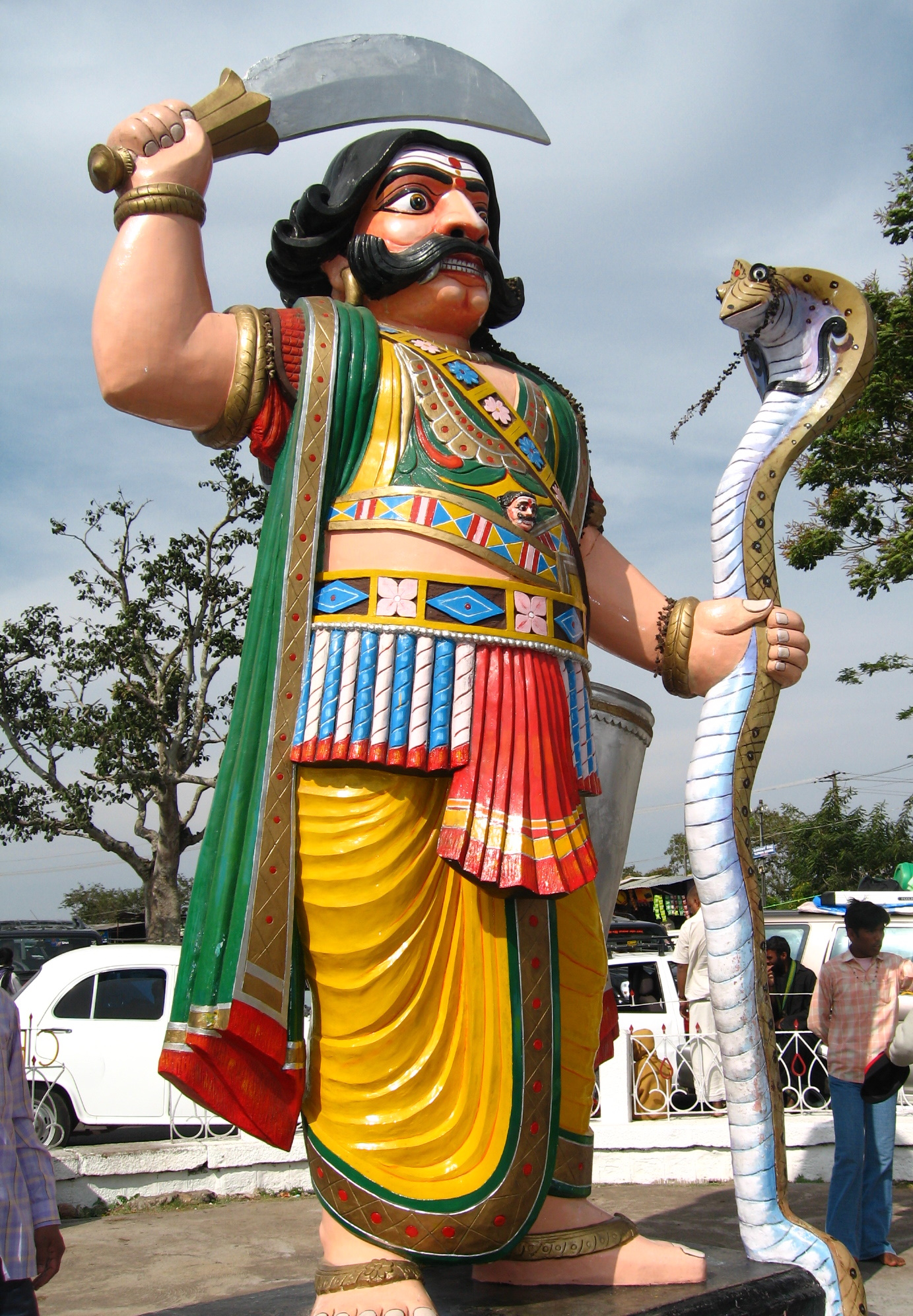
Una estatua del monstruo mitológico Majishá Asura en la cima de las colinas Chamundi (en el estado indio de Mysore, cuyo nombre proviene de este personaje); fotografía del 2007.

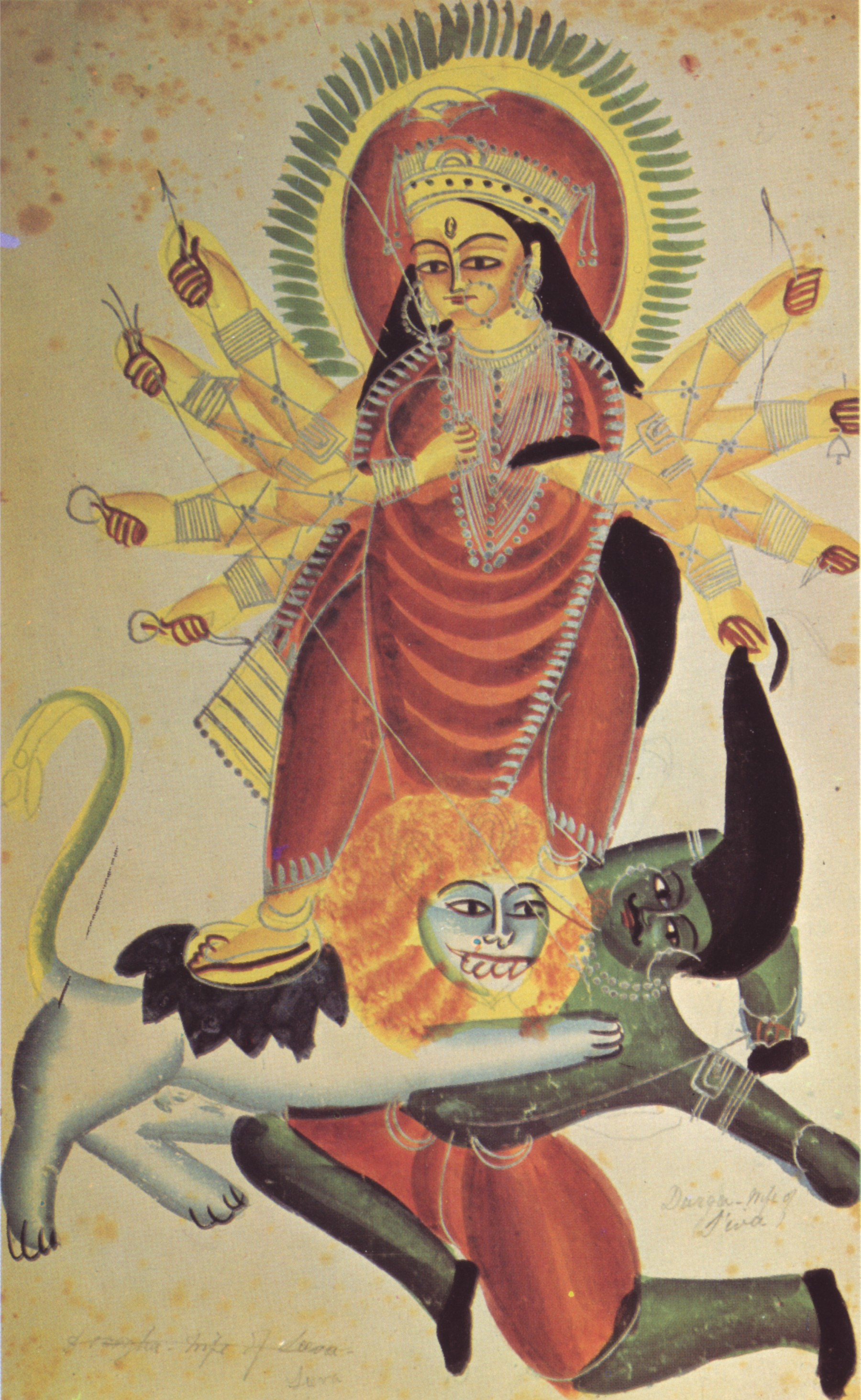
La diosa Durgá sobre su león mata al demonio Mahishá; pintura de 1880, de la escuela Kalighat.

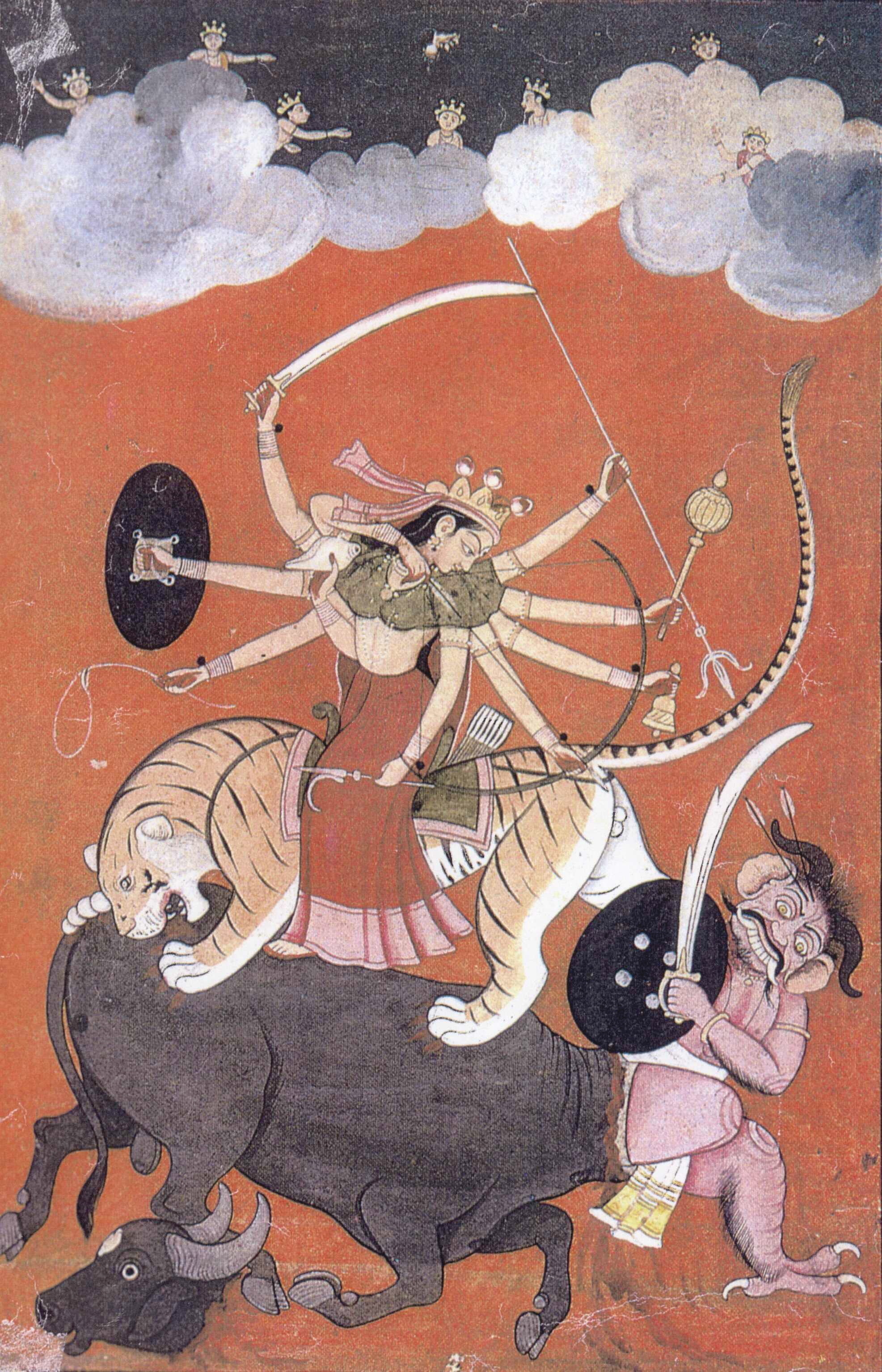
En las nubes se pueden ver los devas temerosos. La historia —que se cuenta en el Deví-majatmia y se repite en el Deví-bhagavata— es el trasfondo del festival Durga puya (en otoño). Pintura de la escuela Guler, principios del, de autor desconocido.

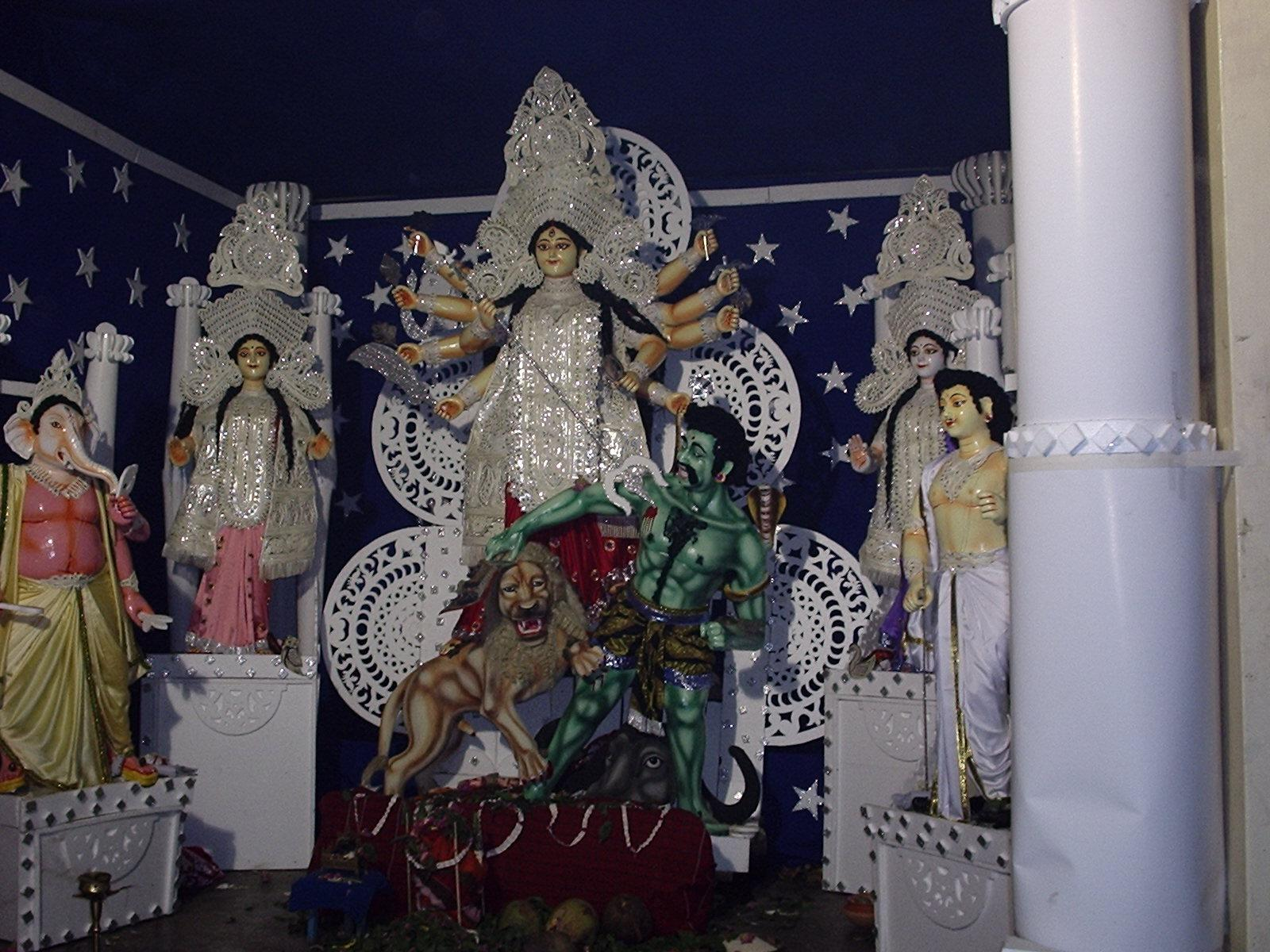
Ídolos de la diosa Durgā con sus «hijos» Ganesha (el hombre elefante), Sárasuati, Lakshmī, y Kartikeia en un festival Durga puya, luchando contra el demonio Mahisāsura. Fotografía de 2003, de un fotógrafo de Daca (Bangladés).

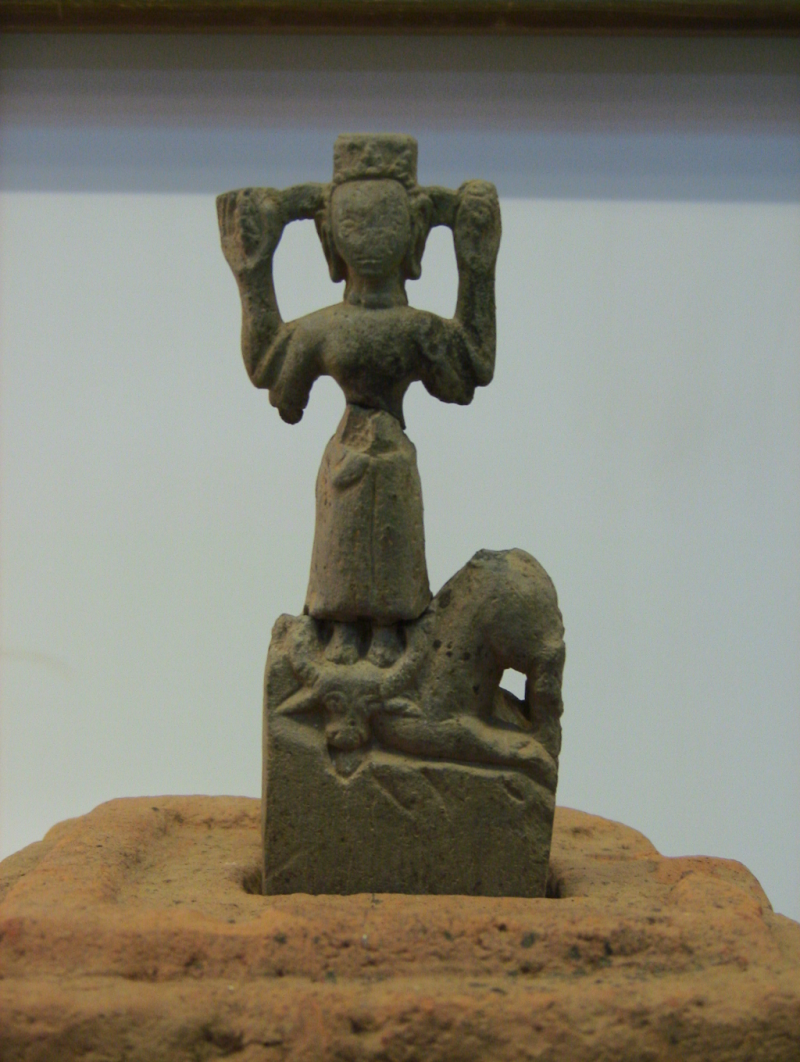
Una estatua de la diosa Uma (Māiā o Durgā) pisando al monstruo búfalo Mahishá. Hallada en el santuario Cát Tiên, actualmente se encuentra en el Museo Nacional de Historia de Vietnam (foto del 2007).

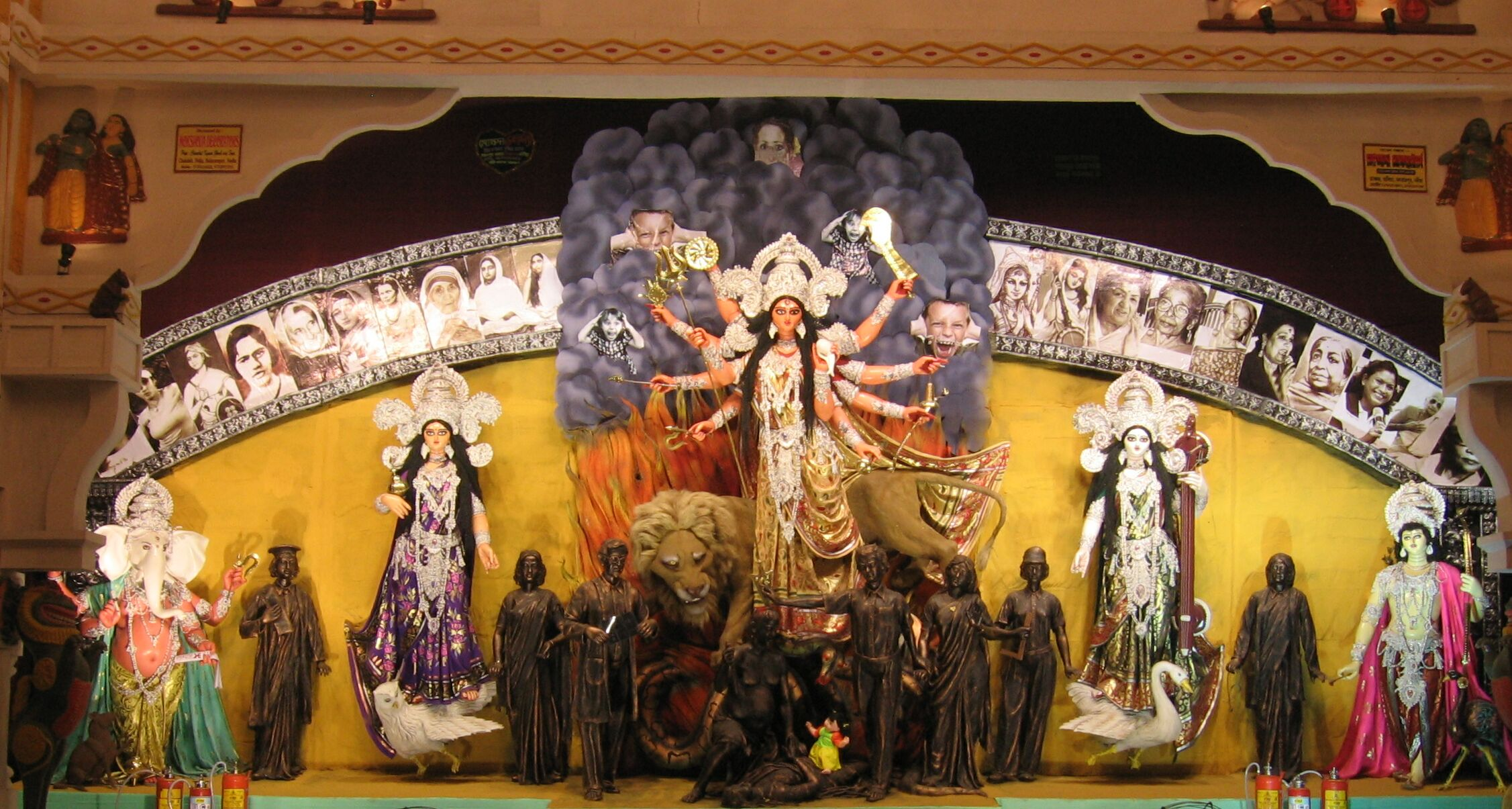
El pandal (tienda) del Durga puya en el parque Muhammad Ali en Calcuta es conocido por sus temas sociales. Se refiere al rol de la mujer y el aborto en la sociedad moderna. Se ven mujeres médicas, abogadas e ingenieras, un médico muestra un informe de u ultrasonido basado en el cual una doctora con un cuchillo le abre el vientre a una mujer acostada para abortar a una muñeca.

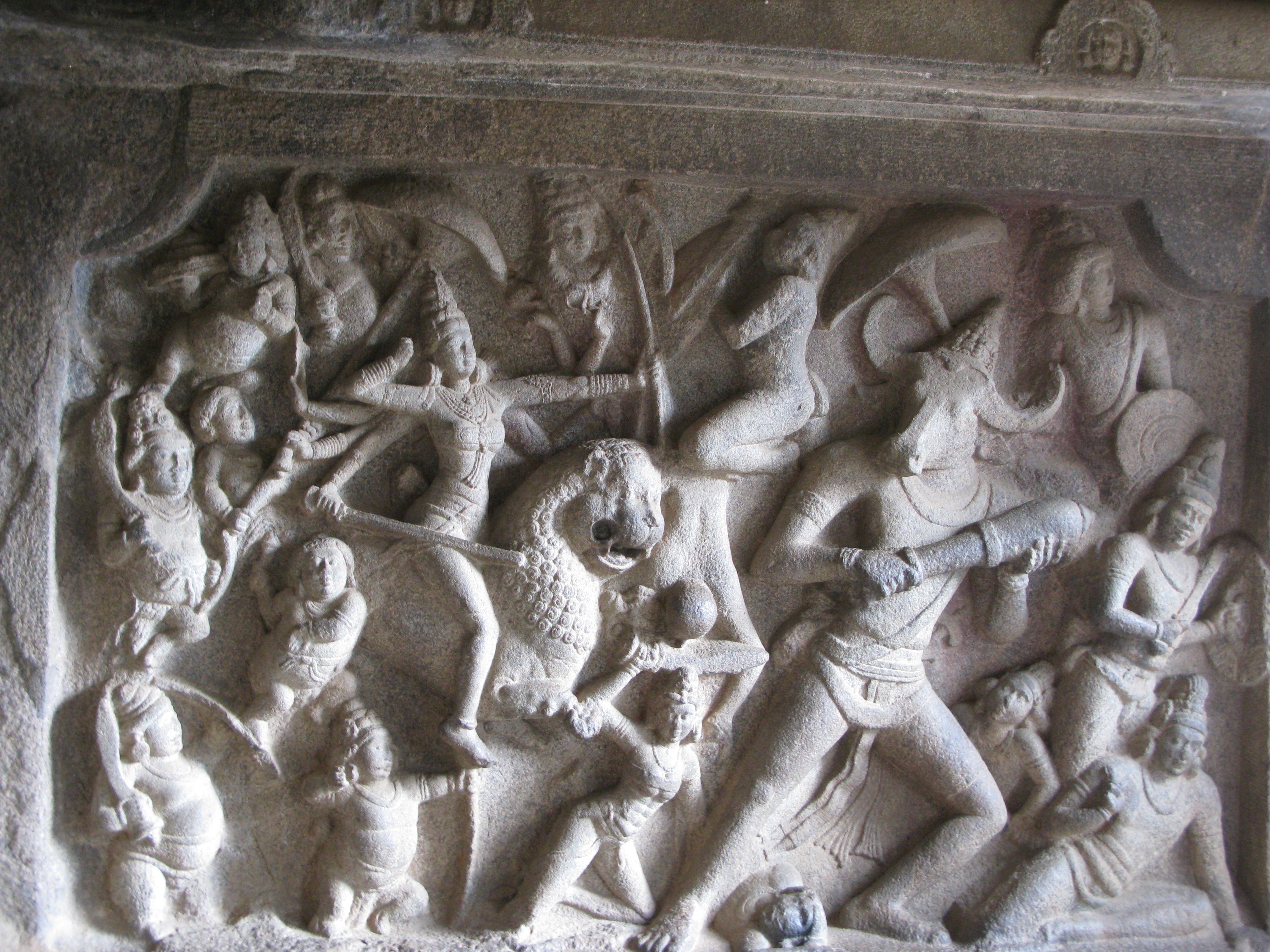

- mahiṣāsura, en AITS (alfabeto internacional de transliteración sánscrita)
- महिषासुर, en escritura devanagari.
- Pronunciación: majishásura.

## Significado
El nombre Majishásura proviene de dos términos sánscritos: mahiṣá (‘búfalo’) y a-sura (no-dios’).
Majishá tiene varios significados:
- ‘búfalo’[1] (que se considera el emblema del dios Iama y el de un santo yaina). También mahiṣá mṛigá o mahiṣá mṛigā́ṇām [mrigánam].
- nombre de un asura asesinado por la diosa Durgá o por Skanda (el dios de la guerra).[2]
- ‘grande, poderoso’.[3]
- mahiṣá supará: el Sol.[4]
- un gran sacerdote.[5]
- el hijo de un chatría (guerrero) y una tīvarī (una mujer ya casada con un cazador).[6]
- nombre de un sadhiá (un tipo de dioses menores en el hinduismo).[7]
- nombre de un sabio (autor de un comentario al prātiśākhya del Iayur veda)
- nombre de una montaña en Śālmaladvīpa (una de las islas concéntricas que «rodean» la India, según la cosmología hinduista).[8]
- (en plural) nombre de una etnia.[7]

## Leyenda
El padre de Majishásura, Rambha, era el rey de los asuras.
En cierta ocasión tuvo relaciones sexuales con una máhiṣī (búfala); de esa unión nació Majishásura.
Por esa razón él tiene la capacidad de convertirse a voluntad en búfalo.
A pesar de ser un asura (a-sura significa ‘no-dios’ aunque no tiene una connotación tan negativa como el término español «demonio»), Majishásura era piadoso y meditaba en el dios de cuatro cabezas Brahmá.
Finalmente, Brahmá le dio una bendición: que no pudiera ser derrotado en batalla por ningún varón ni dios.
Entonces Majishá empezó a aterrorizar los Cielos (Swarga Loka) y la Tierra (Prithvi).
Invadió las moradas celestiales, derrotando al rey de los dioses Indra, y echando a todos los devas (dioses) fuera del Cielo.
Los dioses se reunieron para decidir cómo derrotar a este asura invencible.
Como él no podía ser derrotado por ningún varón, crearon entre todos su némesis en la forma de una joven, Durga (un aspecto de Shakti o Párvati).
Ella combinaba la potencia material de todos los devas en una forma bella.
La diosa atacó durante nueve días el imperio de Majishásura, y derrotó a su ejército; en el décimo día de la luna menguante mató al asura.
Por eso Durga es llamada Mahishá-Asura-Mardini (siendo mardini el femenino de ‘asesino’), la asesina del asura Majishá.
Durante varias batallas, Durgá se convirtió en su aspecto como Kali; particularmente cuando peleaba contra Raktabija, quien tenía el don mágico de que cada gota de sangre que caía de él y tocaba la tierra, se convertía en otro Raktabija (rakta: ‘sangre’, bija: ‘semilla’).
Kali entonces sacó su lengua y bebió toda la sangre antes de que tocara la tierra.
Esta hazaña se celebra en varias versiones del Durga puya en los Estados indios de Bengala y Orisa.
En otros lugares de la India se celebra como Dussehra y Navaratri, como al victoria del bien sobre el mal.

## Estado de Mysore
Según el libro Religious thought and life in India (también llamado Brāhmanism and hindūism) del británico Monier Monier-Williams (1819-1899), el nombre del estado indio de Mysore proviene de este Mahiṣāsura.